# Samtgemeinde Ahlden
De Samtgemeinde Ahlden is een Samtgemeinde in de Duitse deelstaat Nedersaksen. Het is een samenwerkingsverband van vijf kleinere gemeenten in het Landkreis Heidekreis. Het bestuur is gevestigd in Hodenhagen.

## Infrastructuur
De gemeente ligt aan de rivier de Aller, rondom de monding van de Leine daarin.
Hodenhagen, het belangrijkste dorp in de Samtgemeinde, is met een regionale hoofdweg, de L 191, verbonden met de oostwaarts gelegen afrit nr. 49 (Westenholz) van de Autobahn A 7.
Het dorp heeft een klein station aan de Spoorlijn Walsrode - Buchholz (Heidebahn). Stoptreinen in beide richtingen stoppen er eenmaal per uur.
Hodenhagen beschikt over een (ten oosten van het dorp gelegen) vliegveldje (Verkehrslandeplatz), hoofdzakelijk bedoeld voor zweef- en andere kleine sport- en hobbyvliegtuigen. Het veldje is verlicht, zodat nachtelijke vluchten mogelijk zijn, en heeft ICAO-code EDVH. Zonder buitengewone ontheffing voor doordeweeks vliegen mag men er alleen in de weekends gebruik van maken. De start- en landingsbaan meet 900 x 40 meter. Het is een graspiste, voorzien van een speciale kunststof onderlaag om veiliger starten en landen mogelijk te maken.

## Deelnemende gemeenten
- Ahlden
- Eickeloh
- Grethem
- Hademstorf
- Hodenhagen, enkele km ten oosten van Ahlden

## Bezienswaardigheden en attracties
De Samtgemeinde ligt dicht bij de Lüneburger Heide in een streek met veel natuurschoon. Er zijn verscheidene campings, o.a. langs de Aller.
Langs de Aller hebben vanaf de 13e eeuw talrijke kleine kastelen gestaan. Enkele werden na 1500 herbouwd.
Ten zuiden van het dorp Hodenhagen en ten oosten van de Aller ligt het uitgestrekte Serengeti-safaripark Hodenhagen, de voornaamste attractie van de streek.
Zie verder de artikelen over de vijf deelgemeentes.
Ahlden · 
Bad Fallingbostel · 
Bispingen · 
Böhme · 
Bomlitz · 
Buchholz · 
Eickeloh · 
Essel · 
Frankenfeld · 
Gilten · 
Grethem · 
Hademstorf · 
Häuslingen · 
Hodenhagen · 
Lindwedel · 
Munster · 
Neuenkirchen · 
Osterheide · 
Rethem (Aller) · 
Schneverdingen · 
Schwarmstedt · 
Soltau · 
Walsrode · 
Wietzendorf